# (12859) Marlamoore
(12859) Marlamoore (1998 KK1) – planetoida z pasa głównego asteroid okrążająca Słońce w ciągu 3,46 lat w średniej odległości 2,29 j.a. Odkryta 18 maja 1998 roku.